# Domingos Fernandes Calabar
Domingos Fernandes Calabar (Porto Calvo, 1609) was een Braziliaanse soldaat, smokkelaar en landheer. Hij was de zoon van Angela Alvares en een onbekende Portugese immigrant. Van zijn moeder is niet bekend of zij van Afrikaanse of lokale Indiaanse afkomst was. Hij kreeg zijn opleiding bij de jezuïeten en verdiende aanvankelijk zijn geld in clandestiene in- en export van handelswaar. Al snel wist hij zich op te werken tot landheer van een suikerplantage.

## Nederlands-Portugese Oorlog
Bij de tweede invasie van Brazilië in 1630 had de West-Indische Compagnie de plaatsen Recife en Olinda in Pernambuco op de Spaans/Portugeze bezetters weten te veroveren. Ook bij de Slag om Recife in 1631 hield deze bezetting stand, maar de Nederlanders waren niet in staat verder in het binnenland op te rukken. De Portugezen hadden zich onder leiding van Matias Albuquerque teruggetrokken in de versterking Arraial do Bom Jesus. Ze voerden een guerrilla oorlog tegen de Nederlanders en werden daarbij onder meer ondersteund door Domingos Fernandes Calabar die het terrein met een grillige kustlijn, vele baaien en dicht mangrove bos, op zijn duimpje kende.
De oorlog zat lange tijd in een impasse waarbij de WIC op zee heerste en de Portugezen met succes het binnenland verdedigden. In 1632 besloot Calabar van oorlogzijde te wisselen en over te lopen naar de Nederlanders. Het was en is onduidelijk of hij dat deed omdat hij van mening was dat de Nederlanders uiteindelijk zouden winnen of dat hij dacht dat die keuze hem commercieel voordeel zou kunnen bieden. Hij bood zijn diensten aan aan admiraal Jan Lichthart, die hem met open armen ontving.
Met de steun van Calabar rukte het Nederlandse leger snel verder op in het binnenland en werden plaatsen als Ilha da Itamaracá, Forte do Rio Formosa en Três Reis Magos in Rio Grande do Norte veroverd. Opnieuw door verraad, lieten de Nederlanders zich verrassen bij een poging Porto Calvo, in de huidige staat Alagoas, in te nemen. Calabar werd hierbij gevangen genomen door de Portugezen, veroordeeld voor zijn hoogverraad en gevierendeeld. Uiteindelijk veroverden de Nederlanders Porto Calvo onder kolonel Krzysztof Arciszewski en werd daar in 1637 de wapenstilstand gesloten door Johan Maurits van Nassau-Siegen.

## Het lot van Calabar
Tot op heden wordt onder de geschiedkundigen in Brazilië gediscussieerd over hoe de persoon Calabar gezien moet worden in het licht van de ontwikkelingen in Brazilië in de koloniale periode in de zeventiende eeuw. Calabar had immers deels zijn echte roots in Brazilië. Zowel de Nederlanders als de Portugezen waren voor hem als mameluco indringers die de heerschappij over nieuw terrein probeerden te krijgen. Regine de Carvalho Ribeiro concludeert na bestudering van een aantal bronnen over zijn rol, dat Calabar wellicht gezien moet worden als een intermediair die de Portugese en Nederlands cultuur met elkaar probeerde te verbinden.
In zijn geboortestad Porto Calvo wordt Calabar nog steeds gezien als een held die streed voor vrijheid, zoals te zien in het Youtube filmpje 'Calabar: Uma luta por liberdade' (Calabar: Een strijd voor vrijheid). Ten slotte werd in een symbolisch proces in de staat Alagoas in juli 2018 Calabar in ere hersteld en door een jury van 14 personen vrijgesproken van zijn veroordeling voor verraad. Alleen de vertegenwoordiger van de Portugese staat onthield zich van stemming.